# 長沢六郎右衛門
長沢六郎右衛門（ながさわ ろくろうえもん、生没年不詳）は、江戸時代前期の武士。赤穂藩浅野氏の家臣。赤穂藩の分限帳では組外350石とある。
元禄14年（1701年）の赤穂藩改易後、大石良雄の盟約に名前を連ねた。赤穂退去後は里村津右衛門（船奉行150石）や山上安左衛門（金奉行・大納戸役220石）らとともに四国の香川県丸亀市に在住し、大石良雄と連絡を取っていたが、浅野長広が広島藩に永久の預かりとなった後の大石による神文返しがあった際、8月15日付け書面をもって脱盟した。その後の消息は不明である。
赤穂浪士四十七士との婚姻関係では、不破正種の母が長沢の父の娘、また原元辰の妻は彼の娘である。また赤穂藩分限帳には部屋住みに長沢幾右衛門という者の名前も見られる。おそらく長沢の嫡男と思われる。